# Real Life (Emeli Sandé)
Real Life è il terzo album in studio della cantante britannica Emeli Sandé, pubblicato il 13 settembre 2019 dalla Virgin Records.

## Descrizione e composizione
La cantante ha preso parte alle stesura e composizione di tutte le tracce dell'album, con la collaborazione di Laidi Salisai, Salaam Remi, Jacob McKenzie e la produzione di Troy Miller. L'intero progetto musicale è stato studiato e trattato come se fosse realizzato dal vivo, senza tagli e modifiche in prospettiva di un album pop acusticamente perfetto, affermando che "il mio sogno è sempre stato quello di concepire un album senza computer o strumenti digitali e questo è quello che io e Troy Miller abbiamo fatto".
L'album si prefigge di diventare un punto di riferimento durante l'ascolto per tutte quelle persone che sono emarginate o oppresse dalla società, per dare un monito di miglioramento del proprio modo di agire nel mondo. In un'intervista Sandé esprime infatti che “Voglio solo dare alla gente questa incredibile superpotenza ogni volta che sentiranno l’album. È un’ambizione molto alta, e spero proprio di riuscire nell’intento”.
L'artista racconta inoltre che grazie al secondo viaggio effettuato nel 2016 in Zambia, paese originario del padre, le ha permesso di interiorizzare le sue origini racchiuse nei brani "Survive" e "Sparrow". Il brano "Extraordinary Being", scelto come colonna sonora del film X-Men - Dark Phoenix, suggerisce invece l'idea di "un mantra quotidiano per le persone e dovrebbe servire come promemoria della loro grandezza individuale e della loro magia. Siamo tutti speciali ".

## Accoglienza e critica
Classic Pop Magazine da un punteggio di 7/10 scrivendo «Sandé non sembra interessata ad aprire nuove strade quando è in grado di preservare e venerare il vecchio territorio: "Real Life" la immerge nelle tradizioni dell'anima evangelica, con voci massicce che sono parte integrante del suo stile, quindi, se vi sentite a vostro agio con le formule, non vi dispiacerà che sia formulaica». Lucy Mapstone di The National scrive «onestamente, questo potrebbe essere il suo lavoro migliore [...] Dopo aver attraversato un periodo di difficoltà nella sua vita, Sandé è uscita dall'altra parte e, attraverso questa nuova collezione, sorge come la proverbiale fenice con brani che sono un nuovo livello di epica, tutti melodici ed esaltanti e inni con la strana influenza della Motown Records o del gospel».
AllMusic recensisce l'album definendo il lavoro della Sandé come «mirante ad alleviare, elevare e motivare [...] Come i due precedenti album in studio di Sandé, è basato sul pop maturo, ma la sua integrazione di altri generi e stili - un po' reggae, un po' di blues, disco e più gospel che mai - è fatta con più finezza. La continuità, combinata con esibizioni vocali piene di cuore, contrasta tutte le banalità e le metafore del "volare come un uccello liberato».
Adrian Thrills per Daily Mail da 2/5 punti, descrivendo che «"Real Life" viene elaborato come un nuovo inizio» ma non esce con i brani dalla tematica della ballata anche se la cantante «li canta ancora con potenza e verve, ma ci sono alcune carenze in alcuni testi stravaganti e arrangiamenti esagerati».

## Tracce
1. Human – 4:53 (Adele Emely Sandé)
2. Love to Help – 4:08 (Sandé, Laidi Salisai)
3. You Are Not Alone – 3:52 (Sandé, Salaam Remi, James Poyser)
4. Shine – 3:29 (Adele Emely Sandé)
5. Sparrow – 4:06 (Sandé, Laidi Salisai)
6. Honest – 3:28 (Adele Emely Sandé, Troy Miller)
7. Survivor – 4:45 (Sandé, Laidi Salisai)
8. Extraordinary Being – 4:02 (Sandé, Salisai, Miller)
9. Same Old Feeling – 3:37 (Sandé, Salisai, Jacob McKenzie, Christopher Hanlon)
10. Real Life – 3:58 (Sandé, Salisai)
11. Free as a Bird – 3:55 (Sandé, Salisai, McKenzie)

## Successo commerciale
L'album esordisce alla posizione numero sei della classifica britannica con 7 650 unità, segnando il terzo progetto consecutivo della cantante a posizionarsi nella Top10 della classifica.

## Classifiche
| Classifica (2019) | Posizione massima |
| ----------------- | ----------------- |
| Australia         | 31                |
| Belgio (Fiandre)  | 25                |
| Belgio (Vallonia) | 136               |
| Germania          | 31                |
| Irlanda           | 37                |
| Paesi Bassi       | 50                |
| Regno Unito       | 6                 |
| Scozia            | 2                 |
| Spagna            | 60                |
| Svizzera          | 9                 |